# Джонні, будь хорошим
Джонні, будь хорошим (англ. Johnny Be Good) — американська комедія 1988 року.

## Сюжет
Молодіжна комедія про підлітка з середньої школи, гравця в американський футбол, якого переслідують «вербувальники» з різних коледжів країни в надії отримати його у свої футбольні команди. Величезні спокуси ваблять і кружляють голову Джоні, але йому треба визначити — чи його це шлях в житті.

## У ролях
- Ентоні Майкл Голл — Джоні Вокер
- Роберт Дауні (молодший) — Лео Уіггінс
- Пол Глісон — Вейн Хіслер
- Ума Турман — Джорджія Елканс
- Стів Джеймс — тренер Сандерс
- Сеймур Кессел — Воллес Гібсон
- Майкл Грін — Текс Вейд
- Маршалл Белл — шеф Елканс
- Дебора Мей — місіс Вокер
- Майкл Олдредж — Вінні Кролл
- Дженніфер Тіллі — Конні Хіслер
- Джон Стеффорд — неприємний запах з рота
- Пітер Кох — Піт Андрополус
- Говард Коселл — грає самого себе